# 布里斯本驕傲節

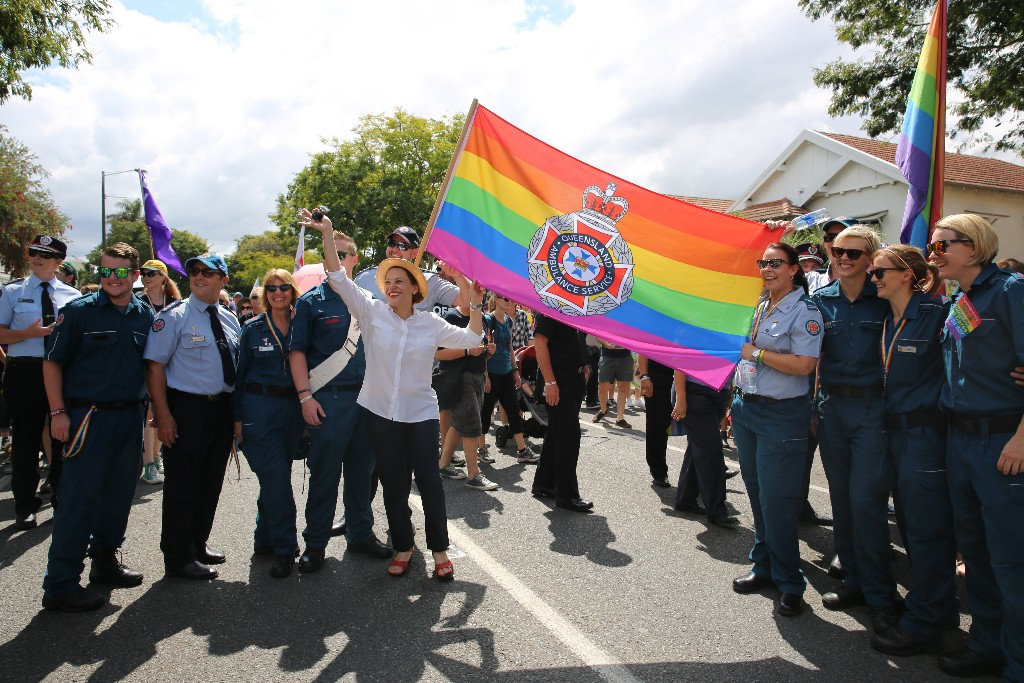
2016年活動

布里斯本驕傲節（英語：Brisbane Pride Festival）始於1990年，藉由促進此公共活動，來推廣或宣傳酷兒文化。活動首先在布里斯本街道中舉行集會以及驕傲遊行，最後在南布里斯本的馬斯格雷夫公園的小型聚會中結束。在艱困的2010/11年的節慶後，已移到9月舉行，並在鮑文丘的佩里公園舉行新活動—展覽日。

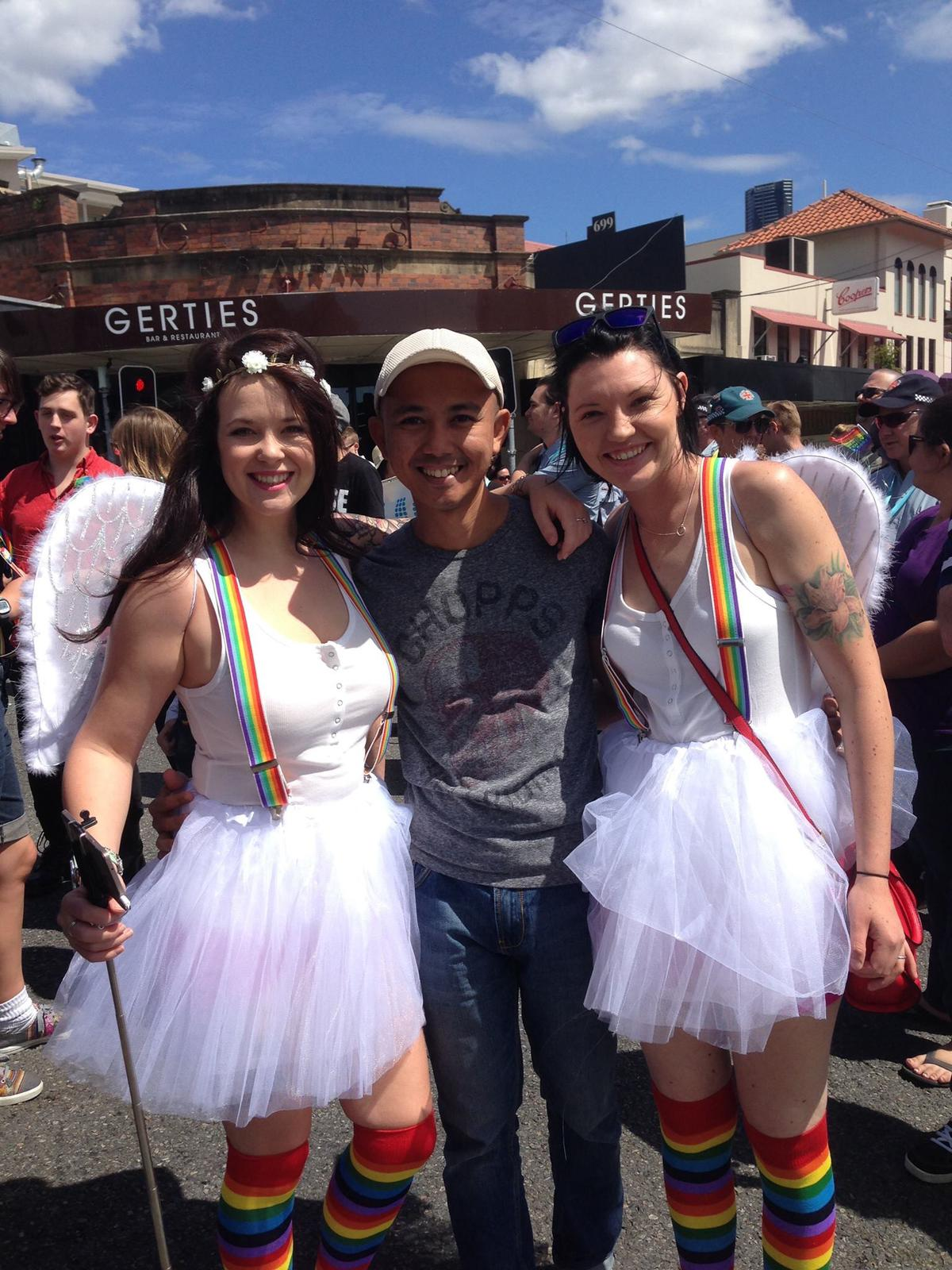
2015年合影

這個節日已經成長到集會、遊行、展覽同時並行於布里斯本的街道。其知名度已和布里斯本另一個驕傲遊行Big Gay Day不相上下。
遊行舉行了13年後，於2002年成為正式的節慶活動。此節慶藉由藝術、運動與政治活動，來慶祝女同性戀、男同性戀、雙性戀、跨性別、雙性人、酷兒文化。驕傲節的目的在於使女同性戀、男同性戀、雙性戀和跨性別群體聚在一起。可藉此提高知名度，促進更多社區接受同志群體。
驕傲展覽日式這節慶的主要活動。這節慶是由一個具有包容性，且以社區為基礎來舉辦活動的布里斯班驕傲公司（英語：Brisbane Pride Inc）來舉行，是一個由志工來協助運作的非營利組織。

## 外部連結
- 布里斯本驕傲節官網 （英文）